# 入道親王
入道親王（にゅうどう しんのう）とは、すでに親王宣下を受けている親王が出家（入道）した後の身位と称号。入道宮（にゅうどうの みや）、優婆塞宮（うばそくの みや）ともいった。
これに対して、王が出家した後に親王宣下を受けると、これを法親王といった。

## 主な入道親王
- 性信入道親王
- 覚性入道親王
- 良純入道親王
- 真寂入道親王
- 道助入道親王
- 性助入道親王
- 法仁入道親王
- 道欽入道親王
- 尊道入道親王
- 静覚入道親王
- 尊快入道親王
- 良尚入道親王
- 覚深入道親王
- 尊光入道親王
- 尊朝入道親王
- 尊悟入道親王
- 尭延入道親王
- 覚諄入道親王

## 補注
1. ↑  優婆塞は、本来の仏教用語では在家信者のことを指す →「在家」を参照。
2. ↑  和田英松、所功校訂『官職要解』 講談社学術文庫 ISBN 978-4061586215、262-263p